# Carlos Esquembri

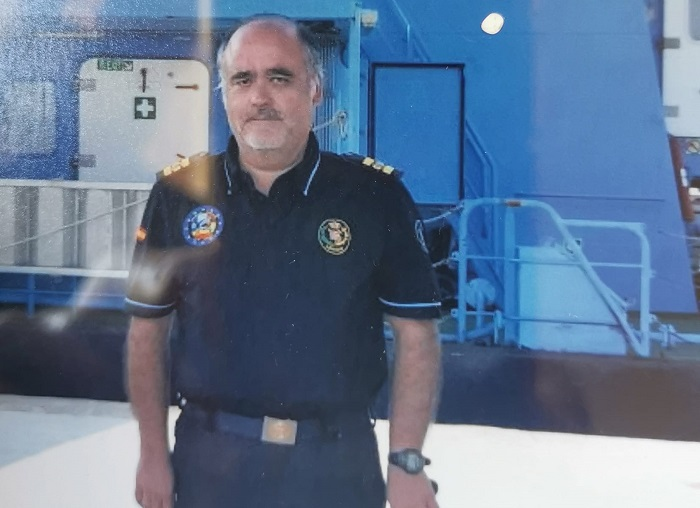

Carlos Esquembri (1964- 18 de marzo de 2023) fue un historiador y piloto de patrullera del Servicio de Vigilancia Aduanera melillense.

## Biografía
Interesado en los temas marítimos, especialmente en el sector pesquero y en las comunicaciones, y la historia de la izquierda en Melilla, el republicanismo, fue autor de bastantes artículos en revistas y periódicos, varios libros, entre ellos, Historia del sector pesquero melillense Carlos Echeguren Ocio y el republicanismo en Melilla 1873 – 1936, además de dar charlas.
Fue miembro del cuerpo ejecutivo de navegación del Servicio de Vigilancia Aduanera además de jefe de embarcación de operaciones especiales del citado cuerpo perteneciente a la Agencia Estatal de Administración Tributaria.
Murió el 18 de marzo de 2023 en el abordaje de un velero al oeste de las islas Canarias.